# Budskapet från utomjordingar
Budskapet från utomjordingar (fransk originaltitel: Le livre qui dit la verité) är en fransk bok från 1974 av fransmannen Raël, som han skrev efter sitt påstådda möte med en representant (Yahve) för utomjordisk civilisation (Elohim). Enligt Rael ombads han att anteckna vad den utomjordiska varelsen berättade för honom, och sedan informera mänskligheten om deras budskap. Boken översattes till svenska 2002 av medlemmar i Raeliska rörelsen som också publicerade boken.
I budskapet förklaras att allt liv på jorden, inklusive människan, skapades från början i laboratorier av vetenskapsmän och konstnärer från en högt stående civilisation. Tack vare sina överlägsna kunskaper i genetik  kunde de bokstavligen skapa liv. 
I budskapet ger denna utomjordiska civilisation, som benämns Elohim, mänskligheten vägledning inom flera områden. I budskapet förklaras även att dessa utomjordingar är de som har gett upphov till alla tidigare religioner. Detta genom att historiens tidigare profeter som Jesus, Muhammed, Moses och Buddha, i själva verket har varit ders budbärare. Varje profet hade uppdraget att lämna historiska spår av Elohim, samt att ge mänskligheten lämplig vägledning under de olika epokerna.